# Ivan Bichara
Ivan Bichara Sobreira (Cajazeiras, 24 de maio de 1918 — Rio de Janeiro, 11 de junho de 1998) foi um político e escritor brasileiro.
Filho de João Bichara e Hermenegilda Bichara Sobreira, começou seus estudos em Cajazeiras no Colégio Padre Rolim, e conclui no Liceu Paraibano, em João Pessoa. Formou-se na Faculdade de Direito do Recife em 1945.
Após o término do curso, volta à Paraíba e advogou nas localidades de Guarabira, Sapé e João Pessoa, e conseguiu passar em concurso público para procurador.

## Carreira política
Em 1946 entra na política e é eleito deputado estadual por duas legislaturas e em 1955, consegue se eleger a deputado federal, sempre pela UDN. Ao fim de seu mandato de deputado federal fixa residência no Rio de Janeiro, onde ocupa vários cargos importantes. Em 1974 é escolhido indiretamente para o governo do estado da Paraíba por intermédio do presidente Ernesto Geisel, do seu antecessor, o governador Ernâni Sátiro e do ex- ministro José Américo de Almeida. Permanece no cargo até 1978 quando afasta-se para candidatar-se a senador pela ARENA, não conseguindo se eleger. Assume o vice-governador Dorgival Terceiro Neto. Em 1979 é eleito Tarcísio Burity.

## Carreira literária
Ivan Bichara escreveu vários livros durante sua vida e foi diretor do jornal O Norte e A Imprensa e seus trabalhos publicados foram:
- O romance de José Lins do Rego[1] 1971
- Função criadora da crítica literária, In: Revista da Academia Paraibana de Letras, vol. 08 1978
- José Vieira e os caminhos do seu romance, 1980;
- Carcará, 1984;
- Tempo de servidão, 1988;
- Joana dos Santos, 1995.

## Academia Paraibana de Letras
É fundador da cadeira número 6 da Academia Paraibana de Letras, tendo como patrono Aristides Lobo. Atualmente ocupada por Hidelberto Barbosa Filho.